# El Salado (Colombia)
El Salado es un centro poblado ubicado en el Corregimiento Bajos del Rosario del municipio colombiano de El Carmen de Bolívar.  Hace parte de la subregión de los Montes de María, en la llamada baja montaña montemariana a una distancia de 20 km de la cabecera municipal.

## Toponimia
Su cabecera lleva por nombre: "El Salado" por el agua que allí llega, que aunque es abundancia no es consumible por su sabor a sal.

## Geografía
Este se encuentra en un sistema de significativas colinas. Bajo subsuelo se encuentra el Acuífero de Morroa y varias reservas de gas natural.

### Límites
Limita al noroccidente con la cabecera municipal, al sur con el centro poblado Canutalito (municipio de Ovejas, Sucre), al oriente con el centro poblado La Sierra (Municipio de Córdoba Tetón).
Altitud de 180 m s. n. m.

## División territorial
Forman parte del Corregimiento Bajos del Rosario: las veredas de Arenas del Sur, Bálsamo, Barquero, El Danubio, El Espiritano, El Respaldo, La Emperatriz, Las Vacas, Pativaca, Santa Clara, Villa Amalia.
Mientras, en su cabecera el centro poblado El Salado, se encuentra dividido en los barrios Arriba, Abajo, Centro y la Urbanización Villa Beatriz Linares.

## Historia
En 1994, por entonces la población se acercaba a los 7.000 habitantes; y aprovechando la representación política en el concejo municipal basada en dos escaños conseguidos en las elecciones locales de octubre de 1994, sus habitantes iniciaron gestiones para convertirse en municipalidad.
Entre el 16 y el 19 de febrero de 2000 fueron asesinados más de 200 civiles en este centro poblado. Los autores de la masacre pertenecían al Bloque Norte de las Autodefensas Unidas de Colombia (AUC).  Este asesinato masivo es conocido como la Masacre de El Salado.

## Demografía
Tiene una población de 5.000 habitantes.

## Economía

### Agricultura
La principal fuente económica y de producción es el Tabaco, Se le conoce como la capital tabacalera de Colombia, el Ajonjolí, del que se producen 3 000 toneladas por temporada. También se produce Cacao, árbol de Teca es una fuente de ingreso al corregimiento. Se producen artesanías.
En su subsuelo existe reserva de gas natural aún sin explotar.